# Енріко Керн
Енріко Керн (нім. Enrico Kern; нар. 12 березня 1979, Бад-Шлема) — німецький футболіст, що грав на позиції нападника. По завершенні ігрової кар'єри — тренер.

## Клубна кар'єра
Народився 12 березня 1979 року в місті Бад-Шлема. Розпочинав займатись футболом у клубі «Конкордія» (Шнеєберг), а 1994 року потрапив до академії «Ерцгебірге Ауе». Дорослу футбольну кар'єру розпочав 1998 року в основній команді того ж клубу, в якій того року взяв участь у 4 матчах Регіоналліги, третього дивізіону країни на той час.
У 1998 році Керн перейшов у столичний клуб «Теніс Боруссія», але менш ніж на два сезони зіграв тільки одинадцять матчів в Другій Бундеслізі. Після цього підписав контракт із «Вердером» і грав півтора року з січня 2001 року у резервній команді в Регіоналлізі, а у сезоні 2002/03 виступав за новачка Другої Бундесліги «Вальдгоф», де був основним гравцем, алле не врятував команду від вильоту назад у Регіоналлігу.
З літа 2003 року грав за австрійський ЛАСК (Лінц), де провів півтора сезони, але не зумів вивести команду до вищого дивізіону країни, після чого на початку 2005 року повернувся на батьківщину і грав за «Ян» (Регенсбург) у Регіоналлізі. У першій половині сезону 2005/06 він з 14 голами в 16 матчах був найкращим бомбардиром турніру, після чого в січні 2006 року його підписала команда другого дивізіону «Ганза» (Росток), Цікаво, що Керн був визнаний фанатами Гравцем року "Яна" через півроку після того як покинув команду.
Виступаючи за клуб з Ростока, у сезоні 2006/07 Енріко зіграв 33 гри і забив дванадцять голів, чим допоміг команді вийти до Бундесліги. У дебютному для себе сезону у Бундеслізі Керн здебільшого виводив команду на поле з капітанською пов'язкою, оскільки офіційний капітан Штефан Байнліх здебільшого пропускав матчі через травми. Втім вони зайняли передостаннє, сімнадцяте, місце в таблиці і тим самим повернулися до Другої Бундесліги, а Керн у тридцяти двох матчах забив сім голів, що зробило його найкращим бомбардиром команди. Також Енріко вдало виступив у Кубку Німеччини, де за три гри забив п’ять голів, а «Ганза» дійшла до 1/8 фіналу. Після пониження у класі Керн залишився у команді і покинув її тільки 2010 року, коли ростокці вилетіли в третю лігу.
Влітку 2010 року Керн повернувся до рідного «Ерцгебірге Ауе» з Другої Бундесліги, у складі якого і починав кар'єру. Керн розпочав як основний гравець, але у квітні 2012 року під час тренувань він зазнав розриву хрестоподібної зв'язки, через яку опинився поза грою на тривалий час. Однак виявилося, що Керн пропустить не лише кінець сезону 2011/12, але і весь наступний. 30 червня 2013 року його контракт з клубом закінчився, і нападник вирішив завершити кар'єру, так і не зігравши більше жодної гри. У той же час він залишився в команді, увійшовши в тренерському штабі юніорської команди.

## Виступи за збірні
Зі збірною Німеччини до 20 років Керн поїхав на молодіжний чемпіонат світу 1999 року в Нігерії, де зробив хет-трик у матчі групового етапу з Парагваєм (4:0), але його команда поступилась наступні дві гри і сенсаційно не вийшла з групи.
Протягом 1999—2000 років залучався до складу молодіжної збірної Німеччини. На молодіжному рівні зіграв в 11 офіційних матчах, забив 6 голів.
У 2002 році він був включений до програми Team 2006. Цей проект мав підготувати найталановитіших німецьких футболістів підростаючого покоління до виступу на домашньому чемпіонаті світу 2006 року. Команда існувала у 2002–2005 роках та зіграла 10 матчів. Керн з’явився лише в першій з цих зустрічей проти другої турецької збірної, замінивши Беньяміна Ленсе на полі після перерви.

## Кар'єра тренера
По завершенні кар'єри гравця 2013 року залишився у рідному клубі «Ерцгебірге Ауе» і став помічником тренера юнацької команди Торстена Вапплера. Після уходу з Торстена Керн зайняв його місце перед сезоном 2015/16.